# Công chúa xứ hoa
Công chúa xứ hoa (Princess) là một trong những tác phẩm nổi bật của tác giả Han Seung Won được sáng tác từ năm 1996. Tác giả dự định sáng tác 40 tập và hiện giờ đã được 37 tập.
Tại Việt Nam, nhà xuất bản Kim Đồng trước đây đã từng xuất bản dưới tựa đề Công chúa xứ hoa nhưng không mua bản quyền và một số trang bị cắt, sau đó ngưng phát hành bộ này. Năm 2008 nhà sách Vàng Anh đã mua bản quyền và phát hành dưới cái tên Princess.

## Cốt truyện
Một câu chuyện không có thực kể về nàng công chúa tên Preiya là nữ hoàng tương lai của đất nước Ramira. Cuộc chiến giữa 3 nước Anatoria, Sgarde, Ramira đã nổ ra nhằm thống nhất lại 1 đất nước hùng mạnh A.S.R thời xa xưa. Câu chuyện bắt đầu ở đất nước nhỏ bé Ramira,có 2 đứa trẻ tên Biancaster(Bii)và Byorn Kakhan Pyoredova là những đứa trẻ hồn nhiên và gắn bó với nhau từ nhỏ. Nhưng chính nhũ mẫu Eirine sợ Bii và Byorn nảy sinh tình yêu nên đã tìm mọi cách tách Bii khỏi Byorn. Sau bao năm tháng, Byorn và Bie gặp lại nhau và Freiya chính là kết tinh của tình yêu thanh mai trúc mã ấy. Khi cô bé sinh ra thì đất nước đã mất dưới tay tên tể tướng tham lam độc ác. Sứ mệnh của cô là giành lại Ramira từ tay kẻ địch và đem lại hòa bình cho đất nước Ramira. Truyện công chúa xứ hoa kể về những mối tình suốt 3 thế hệ. Đó là 1 bộ truyện với những câu chuyện tình yêu cảm động và những cuộc chiến tranh bi tráng.

## Giới thiệu nhân vật

### Vương quốc Ramira (Xứ Hoa)

#### Biancasta Rodyt / Pyordoba (Bii)
Bii là một trong những nhân vật quan trọng nhất của bộ truyện. Cô là hoàng phi duy nhất của xứ Ramira cũng như là thanh mai trúc mã của hoàng tử Biyon. Cô là con gái của nhũ mẫu Eirene. Với nỗi sợ sẽ lặp lại vết xe đổ tương tự như chính bản thân và đức vua, mẹ cô luôn nhắc nhở cô phải giữ lễ nghi với hoàng tử. Dẫu vậy, điều đó cũng không cản trở được tình yêu giữa Biyon và Bii. Nhưng hoàn cảnh lại không cho phép điều đó, buộc mẹ cô phải đưa cô đi khỏi hoàng cung với Vasa (thị nữ thân cận) nhằm tránh bị giết. Thời gian dần trôi, cô đã trở thành một thiếu nữ trẻ xinh đẹp. Cô vẫn luôn hi vọng được quay trở về kinh thành và gặp Biyon. Trong thời gian sống ở núi Pynk, cô đã gặp một người đàn ông bí ẩn tên Sei, người từng có ý định bắt cóc Bii, nhưng sau đó đã yêu cô và luôn luôn bảo vệ cô trong suốt câu chuyện. Cuối cùng, với sự trợ giúp của Sei, Bii đã gặp lại Biyon (lúc này đã trở thành vua của Ramira). Biyon cương quyết muốn lập Bii làm hoàng phi nhưng vấp phải sự phản đối kịch liệt của các gia đình quý tộc, bởi anh đang có hôn ước với công nương Eshild nhà tể tướng. Anh đã cố gắng vượt qua các trở ngại và cuối cùng hai người cũng thành đôi. Bii trở thành hoàng phi của Ramira và mang thai ngay sau đó. Chiến tranh nổ ra giữa các nước, cùng với quân phản loạn của tể tướng Barder khiến Ramira rơi vào trạng thái hỗn loạn và hai người phải chia xa. Bii buộc phải rời khỏi Ramira với Eshild để bảo vệ đứa trẻ. Năm tháng dần trôi, đứa con gái của hai người - Pry đã được năm tuổi. Hai người cuối cùng cũng gặp nhau sau bao nhiêu năm xa cách. Tuy nhiên, vì sự phản bội của một cô gái tên Mary Anne, chỗ ở của Bii và Pry đã bị tiết lộ, dẫn tới cái chết của cô sau này, và Pry được Sei chăm sóc (theo như những gì anh đã hứa với Bii).
Biyon Kakhan Pyordoba
Đầu câu chuyện, Biyon là vị hoàng tử duy nhất và sau đó đã kế vị vua cha. Anh là một vị vua có tài khi duy trì được sự phồn thịnh của Ramira, nhưng cũng quá cương quyết trong việc đưa Bii lên làm hoàng phi, một trong những nguyên nhân khiến chiến tranh bùng nổ sau này. Trước khi qua đời vì bạo bệnh (tuy nhiên thông tin được giữ bí mật, chỉ có Leo và Pry biết), anh đã để lại cho Pry một bức thư nhằm khẳng định sứ mệnh của con gái, cũng như anh sẽ luôn ở bên con.
Preiya Kakhan Pyoredova (Pry)
Là con gái của Vua Byorn và hoàng phi Bii. Sau bao năm tháng ẩn dật cùng Sei trên một hòn đảo hải tặc, cuối cùng cô cũng được trở về quê hương Ramira. Trên đường đi cô đã gặp Hith-người được chính mẹ cô tín nhiệm làm hiệp sĩ hộ vệ cho cô (kể từ khi cô chưa ra đời). Khi con thuyền trở về Ramira gặp bão, cô đã được anh cứu và hai người nhận ra nhau. Cô quay trở lại căn nhà hai mẹ con đã từng sống ở Corsica để gặp cha (theo những gì ông đã hứa 10 năm trước) nhưng ông không xuất hiện, thay vào đó là tướng quân Leo và cô được dẫn về căn cứ. Thực chất, cha cô đã qua đời nhưng chỉ có Leo và cô biết được sự thật này. Sau khi đọc chính bức thư cha để lại, Pry tuyên bố vua Byorn vẫn còn sống và cô sẽ chỉ là nữ hoàng khi nào giành lại được Ramira. Trong chương mới nhất, quân của Pry đã chiếm được quyền kiểm soát ở kinh thành Lana của Ramira.
Eshild Barder (Eshe)
Eshild là một cô gái kiêu hãnh sinh trong một gia đình quý tộc ở Ramira, là con gái duy nhất của tể tướng Barder. Trong suốt cuộc đời, cô luôn cố gắng sống như một đứa con trai bằng cách mặc những bộ quần áo đơn giản, học cưỡi ngựa, và thậm chí là đấu kiếm để không phụ lòng cha. Khi mới 12 tuổi, cô đã đính hôn với hoàng tử Biyon dù hai người đều không có tình cảm với nhau. Dù đã từng có thù hận với Bii khi Biyon quyết định hủy hôn với cô (vì điều đó khiến lòng tự trọng của Eshild bị tổn thương), nhưng cuối cùng cô quyết định tha thứ tất cả. Cô có tình cảm với Ryan Vaida, người đã dạy kiếm thuật cho cô. Chiến tranh khiến hai người phải xa cách nhau. Sau khi tể tướng Barder phản loạn và trở thành vua của Ramira, cô cũng không còn quan hệ gì với cha mình nữa. Cô sống dưới cái tên mới - Eshe, bôn ba khắp nơi và trở thành thầy dạy kiếm thuật cho một vị hoàng tử.
Ryan Vaida (Leo)
Anh là con trai cả của dòng dõi quý tộc Vaida, gia đình trung thành phục vụ cho hoàng tôc Ramira bao nhiêu đời. Anh là người bạn thân thiết và được tín nhiệm nhất của Biyon. Anh cũng là thanh mai trúc mã của Bii từ khi cô còn sống ở trong cung và đồng thời là cận vệ của cô sau này. Anh lần đầu gặp Eshild Barder khi cô nhảy lên lưng ngựa anh nhằm trốn khỏi nhà, và tình cờ trở thành người dạy kiếm thuật cho cô. Sau khi hôn ước giữa cô và Biyon bị hủy bỏ, anh cuối cùng cũng thổ lộ tình cảm thật của mình. Trong một trận chiến, anh đã bị đâm hỏng một mắt. Khi Biyon qua đời, Leo tiếp tục phò tá giúp công chúa Pry để giành lại Ramira.
Heroic Vaida (Hith)
Con trai thứ năm và là em trai út của Leo Vaida, có hai ngôi sao chiếu mện và được tiên đoán là người trợ giúp nữ hoàng Preiya thống lĩnh ba nước. Được công chúa Theodora đem về nuôi nấng từ khi Anatoria chiếm được Ramira. Vì cứu công chúa Lila nên bị bắt đi làm lính đánh thuê. Sau đó anh đi theo một người hải tặc và đã gặp lại công chúa Preiya.Từ đó anh bắt đầu một sứ mệnh mới vì Ramira.

### Vương quốc Anatoria (Xứ Tuyết)
Skadei Thor
Là một vị vua Anatoria ham muốn quyền lực. Muốn thống nhất thống trị 3 nước gồm Ramira, Anatoria và Sugrad. Không từ bất cứ thủ đoạn để dành danh vọng mà mình muốn. Ông bị say đắm bởi sự bướng bỉnh, mạnh mẽ và hơi cứng đầu của Lala nên ông đã yêu cô. Hai người dù yêu nhau nhưng không nói, đến khi Lala chết ông đau khổ đến nổi không muốn nhìn mặt đứa con gái mới sinh. Nhưng trong vài chap mới khi nhìn Lila bị bệnh sắp tắt thở ông đã khóc cầu mong cho cô khỏi bệnh. Mỗi khi nhìn Lila làm ổng nghĩ tới Lala vì vậy ổng bắt đầu yêu thương cô bé trở lại hơn bất cứ đứa con khác.
Lala Monica
Một cô gái bé nhỏ quê mùa xuất thân từ Ramira. Vì tương lai của Sibel - cháu mình, cô đã thực hiện ý nguyện của chị, đưa Sibel tới Anatoria để nhận cha - Skadei Thor. Lala có ý chí kiên cường mạnh mẽ và hơi cứng đầu, nhưng cũng chính vì vậy đã khiến Skadei lạnh lùng phải rung động. Khi sắc phong cho cô làm Thứ phi của Anatoria, Skadei đã ban họ mẹ của hắn là Monica cho cô (một trong những dòng họ quý tộc lâu đời ở Anatoria). Lala và Scadey yêu nhau nhưng cả hai đều không dám thừa nhận tình yêu của mình, dẫn tới nhiều đau khổ dằn vặt. Lala bị sẩy thai nhiều lần và cuối cùng cũng hạ sinh được Lila nhưng cô đã qua đời do trước đó hoàng phi đã gây khó dễ với cô trong khi cô đang mang bầu. Sau khi Lala chết, Skadei đau khổ tới mức không muốn nhìn thấy đứa con gái Lila mới sinh của mình. Lala được biết đến là một người nhân hậu, đặc biệt với trẻ con khi rất yêu thương trẻ con: Sibel, Areah, Beaxtrice, Hith. Sau khi qua đời, cô được rất nhiều người thương tiếc.
Sibel Thor
Đứa con rơi của Skadei và Lili - chị gái của Lala. Sau khi chứng kiến cái chết của mẹ, cậu và dì đã bị đưa đi Anatoria. Tuy vậy, Skadei không thừa nhận cậu. Thay vào đó, cậu được em gái của Skadei là phu nhân Hezel Haiga nhận làm con nuôi, và mang họ Thor (họ thời con gái của phu nhân). Càng lớn, Sibel càng trở nên lạnh lùng hơn. Sau khi Lala qua đời vì băng huyết, Sibel nén chặt nỗi nhớ dì và những đứa trẻ ở lâu đài Thor, để trở thành hoàng tử (một cách chính thức) dù chỉ được nhận là con nuôi mà trên thực tế ai cũng biết là con ruột của vua Anatoria. Cuộc gặp gỡ định mệnh của Sibel với Heroic Vaida  lúc nhỏ và cuộc gặp với công chúa Preiya ngay tại ngôi nhà trên núi Pynk liệu có làm thay đổi cuộc đời Sibel hay đó là một phần của vận mệnh đã được sắp đặt?
Theodora Thor
Con gái của công tước xứ Thor với 1 cô hầu gái tên Isabel, là em gái cùng cha khác mẹ của Skadei. Khi Skadei lên làm vua thì cô trở thành công chúa của đất nước Anatoria.1 cô gái cao quý, thanh tao, xinh đẹp và hiền từ, trong số các anh chị của mình thì cô được công tước Thor yêu quý nhất nhưng chính vì vậy mà các anh chị của cô đã không quan tâm đến cô. Sau khi Skadei đảo chính, cô và mẹ đã trốn đi Ramira và trở thành bạn tốt của hoàng phi Bie và thầm yêu Leo, sau đó, do áp lực của Skadei cô trở về Anatoria và thành bạn tâm giao của Lala, và điểm dừng chân cuối cùng của cô là Sugard nơi Skadei đã gả cô đi. Cô và hoàng tử Yapa đã nảy sinh tình cảm nhưng vì không có người nối dõi nên Skadei đã chuẩn bị thủ tiêu họ.